# Нумизматика и эпиграфика
«Нумизматика и эпиграфика» — наукове неперіодичне видання Інституту археології АН СРСР. Видавався в Москві у 1960—1983 роках (т. 1–15). Відповідальний редактор — Д. Шелов. Відновлене Інститутом археології РАН у 1999 році, т. 16 (ред. колегія — Г. Кошеленко, Н. Смирнова, Ю. Виноградов). 
У виданні друкувалися праці з античної (К. Голенко, П. Каришковський, В. Кропоткін, Д. Шелов та ін.), рус. та рос. середньовічної (І. Спаський, В. Янін), західноєвропейської (В. Потін), візантійської (І. Соколова), східної (Г. Федоров-Давидов, О. Давидович) нумізматики. Публікувалися скарби монет, пам'ятки епіграфіки. Багатим був розділ бібліографії.